# Dieter Sulzer
Dieter Sulzer (* 31. März 1943 in Mannheim; † 4. Februar 1983 in Ludwigsburg) war ein deutscher Germanist. Sein Forschungsfeld war die Emblemkunst und die  Impresenkunst der Frühen Neuzeit.

## Leben und Würdigung
1977 wurde Dieter Sulzer an der Neuphilologischen Fakultät der Universität Heidelberg bei Arthur Henkel mit der Dissertation Traktate zur Emblematik. Studien zu einer Geschichte der Emblemtheorie promoviert, die 1992 postum erschien. Vom 1. April 1977 bis zuletzt war Dieter Sulzer wissenschaftlicher Mitarbeiter der Handschriftenabteilung des Deutschen Literaturarchivs Marbach.
Mit seiner Promotion und zahlreichen Beiträgen trug Dieter Sulzer wesentlich zur wissenschaftlichen Grundlegung der deutschen und internationalen Emblemforschung sowie zur Erforschung der frühneuzeitlichen Imprese bei. Insbesondere sein Aufsatz von 1970 zur Geschichte der Emblemtheorien und seine 1992 posthum veröffentlichte Dissertationsschrift gehören bis heute zur Standardliteratur der Forschung zur Emblemtheorie.

## Werke (Auswahl)
- Dieter Sulzer: Zu einer Geschichte der Emblemtheorien. In: Euphorion. Band 64, 1970, S. 23–50.
- Dieter Sulzer: Rezension zu: Gottfried Kirchner: Fortuna und Dichtung und Emblematik des Barock. In: Erasmus. Band 25, 1973, S. 285–288.
- Dieter Sulzer: Emblematik und Komparatistik. Literaturbericht. In: Arcadia. Band 9, 1974, S. 60–69.
- Dieter Sulzer: Rezension zu: Holger Homann: Studien zur Emblematik des 16. Jahrhunderts. In: Daphnis. Band 4, 1975, S. 99–104.
- Bibliographie zur Emblemforschung. Unter Mitwirkung von Dieter Sulzer, bearbeitet von Hans-Ulrich Kolb. In: Emblemata. Handbuch zur Sinnbildkunst des XVI. und XVII. Jahrhunderts. Zweite Auflage, Metzler, Stuttgart 1976, ISBN 3-476-00325-6, S. XXXIII–CLXXVI.
- Dieter Sulzer: Poetik synthetisierender Künste und Interpretation der Emblematik. In: Herbert Anton, Bernhard Gajek, Peter Pfaff (Hrsg.): Geist und Zeichen. Festschrift für Arthur Henkel. Winter, Heidelberg 1977, ISBN 3-533-02544-6, S. 401–426.
- Dieter Sulzer: Rezension zu: Wolfgang Harms, Hartmut Freytag (Hrsg.): Außerliterarische Wirkungen barocker Emblembücher. In: Arcadia. Band 13, 1978, S. 84–87.
- Dieter Sulzer: Canetti, Wotruba und die Erfahrung des Raumes. In: Akzente. Band 27, 1980, S. 195–208.
- Dieter Sulzer: Bemerkungen zu einer Soziologie der Imprese. In: Jürgen Kühnel (Hrsg.): De poeticis medii aevi quaestiones. Käte Hamburger zum 85. Geburtstag. Kümmerle, Göppingen 1981, ISBN 978-3-87452-542-8, S. 209–240.
- Dieter Sulzer: Emblem. In: Enzyklopädie des Märchens. Handwörterbuch zur historischen und vergleichenden Erzählforschung. Band 3. De Gruyter, Berlin / New York 1981, ISBN 3-11-008201-2, S. 1379–1391.
- Dieter Sulzer: Textkritik. In: Dietrich Harth, Peter Gebhardt (Hrsg.): Erkenntnis der Literatur. Theorien, Konzepte, Methoden der Literaturwissenschaft. Metzler, Stuttgart 1982, ISBN 3-476-00525-9, S. 111–122.
- Dieter Sulzer: Traktate zur Emblematik. Studien zu einer Geschichte der Emblemtheorien (= Saarbrücker Beiträge zur Literaturwissenschaft. Band 22). Hrsg. von Gerhard Sauder. Röhrig, St. Ingbert 1992, ISBN 978-3-924555-46-7.